# Geomyza alluaudi
Geomyza alluaudi är en tvåvingeart som först beskrevs av Friedrich Georg Hendel 1917.  Geomyza alluaudi ingår i släktet Geomyza och familjen gräsflugor.
Artens utbredningsområde är Tanzania. Inga underarter finns listade i Catalogue of Life.